# لغدير (المغرب)
لغدير هي قرية أمازيغية جبلية مغربية شمال المملكة. تنتمي لغدير لإقليم شفشاون. تضم هذه الجماعة القروية 7.077 نسمة (إحصاء 2004).